# Chromatophania emdeni
Chromatophania emdeni là một loài ruồi trong họ Tachinidae.